# Guerra indopakistanesa de 1947
La Guerra indopakistanesa de 1947 o Primera Guerra del Caixmir, fou un conflicte entre l'Índia i el Pakistan que es perllongà entre el 21 d'octubre de 1947 i el 31 de desembre de 1948 arran de la partició de l'Índia, sobre la disputa territorial pel control del principat de Jammu i Caixmir. Fou el primer d'una sèrie de quatre conflictes fronterers entre els dos països que marquen encara avui en dia de forma determinant la geopolítica de la regió.

## Antecedents
Pakistan va precipitar la guerra poques setmanes després de la seva independència llançant milícies tribals des del Waziristan, en un esforç per capturar Caixmir i evitar la possibilitat que el seu governant s'unís a l'Índia. Hari Singh, el maharajà de Jammu i Caixmir, s'enfrontava a l'aixecament dels seus súbdits musulmans a Poonch i va perdre el control dels districtes occidentals del seu regne.

## La guerra
El 22 d'octubre de 1947, les milícies tribals paixtus del Pakistan van creuar la frontera entre l'Índia i el Pakistan. Aquestes milícies tribals locals i forces irregulars pakistaneses volien prendre Srinagar. La guerrilla va fer ràpids avanços a l'interior del Caixmir al sector de Baramulla després que es difonguessin rumors relatius al fet que el Maharajá anava a decidir la unió a favor de l'Índia. En aquest context, el Maharajà Hari Singh del Caixmir va sol·licitar al Govern de l'Índia que intervingués. Tanmateix, va obtenir com a resposta que l'Índia i el Pakistan havien signat un acord de no-intervenció (manteniment del statu quo) a Jammu i Caixmir, i encara que els guerrers tribals del Pakistan haguessin entrat en aquest territori, no hi havia fins llavors una clara evidència legal que provés inequívocament que el Govern del Pakistan estava oficialment involucrat. Hauria estat il·legal per a l'Índia de realitzar una intervenció unilateral (de manera oberta i oficial), tret que Jammu i Caixmir s'unissin oficialment a l'Índia. En aquest cas hauria estat possible enviar forces d'ocupació a les parts restants. En arribar a Baramulla els paixtus van començar a saquejar i es van estancar. El Maharajà necessitava desesperadament l'ajuda dels militars indis quan els paixtus van arribar al voltant de Srinagar, i abans que entresin a la ciutat, l'Índia va demandar que el Maharajà Hari Singh culminés aprovés l'instrument d'adhesió de Jammu i Caixmir a Índia a canvi de rebre ajuda militar.
Després de l'adhesió de l'estat a l'Índia el 26 d'octubre de 1947, les tropes índies van ser aerotransportades a Srinagar. Els comandants britànics van rebutjar inicialment l'entrada de les tropes pakistaneses al conflicte per l'adhesió de l'estat a l'Índia però el 1948 els exèrcits del Pakistan van entrar a la guerra. Els fronts es van solidificar gradualment al llarg del que més tard es coneixerà com la Línia de Control. La guerra va durar fins al 1948, quan l'Índia va proposar el tema al Consell de Seguretat de Nacions Unides. Prèviament, l'ONU havia aprovat resolucions que establien el monitoratge del conflicte al Caixmir. El comitè erigit amb aquest propòsit va ser denominat Comitè de les Nacions Unides per a l'Índia i el Pakistan. Després, el 21 d'abril de 1948, el Consell de Seguretat de l'ONU va aprovar la Resolució 47, segons la qual s'imposava l'immediat alto el foc i sostenia que Pakistan havia de retirar tota presència militar de la regió i no fer cap ingerència en la política de Jammu i Caixmir. A més, fixava que Índia havia de mantenir una presència militar mínima i "que la disposició final de l'Estat de Jammu i Caixmir seria realitzada d'acord amb la voluntat del poble expressada a través del mètode democràtic d'un plebiscit lliure i imparcial, dut a terme sota els auspicis de les Nacions Unides." L'alto el foc va tenir lloc el 31 de desembre de 1948. Un alto el foc formal va ser declarat efectiu l'1 de gener de 1949.

## Conseqüències
En aquesta època, els governs indis i pakistanesos van acordar realitzar el plebiscit, però Pakistan no va retirar les seves tropes del Caixmir, amb la qual cosa va violar la condició per dur a terme el plebiscit. Durant els següents anys, el Consell de Seguretat de Nacions Unides va aprovar quatre noves resolucions que revisaven els termes de la Resolució 47 per incloure una retirada sincronitzada d'ambdues tropes (índies i pakistaneses) de la regió, gràcies a les recomanacions del general Andrew McNaughton. A aquest efecte, els àrbitres de les Nacions Unides van presentar 11 propostes diferents per a la desmilitarització de la regió - cadascuna de les quals va ser acceptada per Pakistan, però rebutjada pel govern de l'Índia.